# احتفال التخرج (النرويج)

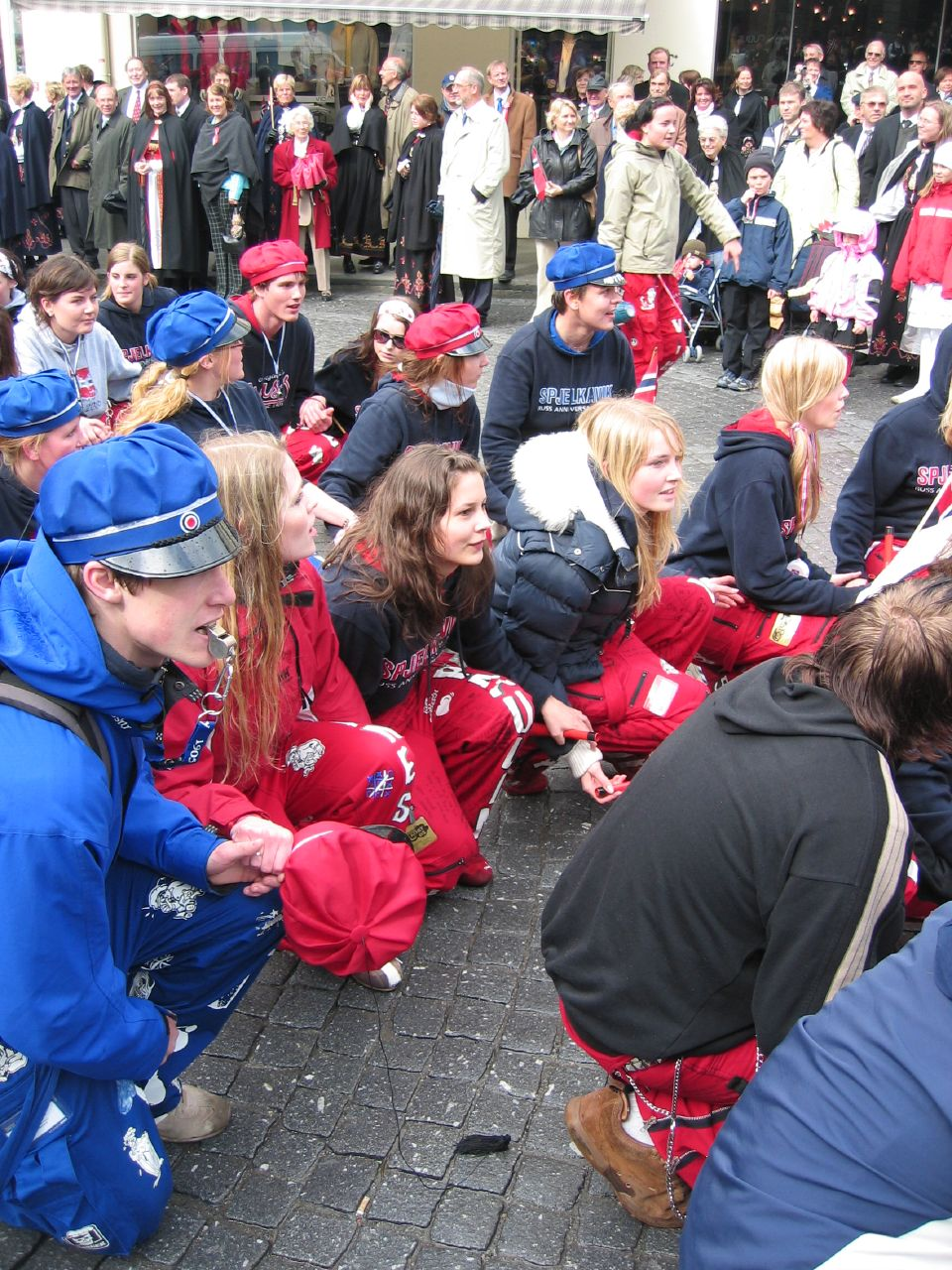
احتفال الروسفيرينغ في 17 مايو 2005 في أوسلو، النرويج.

احتفال التخرج في النرويج أو احتفال الروسفة أو الروسفيرينغ أي «الاحتفال الروسي» (بالنرويجية: Russefeiring‏) هو تقليد ومهرجان احتفالي سنوي يحتفل به الطلاب النرويجيون المتخرجون من الثانويات. ويسمى الطلاب الذين يشاركون في الاحتفال وينظمون حفلاته بالروس. يوم الدستور النرويجي. وغالبا ما يرتبط الحفل بالاستهلاك المفرط للكحول، وممارسة الجنس والعديد من الاضطرابات.